# Cheirostylis flabellata
Cheirostylis flabellata là một loài thực vật có hoa trong họ Lan. Loài này được (A.Rich.) Wight mô tả khoa học đầu tiên năm 1851.